# ルイ・パトリシオ
ルイ・ペドロ・ドス・サントス・パトリシオ（Rui Pedro dos Santos Patrício, 1988年2月15日 - ）は、ポルトガル・レイリア県マラゼス出身のサッカー選手。アタランタBC所属。ポルトガル代表。ポジションはゴールキーパー。

## 経歴

### クラブ
幼い頃はストライカーとしてプレーしていた。スポルティングCPの下部組織に入団し、2006年11月19日のCSマリティモ戦 (1-0) でデビューして完封勝利を収めた。この試合ではクラブとポルトガル代表でそれぞれレギュラーだったリカルド・ペレイラの代役としてプレーし、試合終了15分前にはペナルティキックを止めている。2007年夏にはリカルドがスペインのレアル・ベティスに移籍したため、ベテランのティアゴ・フェレイラや新加入のヴラディミル・ストイコヴィッチとポジション争いを繰り広げ、最終的にパトリシオがポジションを掴んだ。11月27日、UEFAチャンピオンズリーグ・グループリーグのマンチェスター・ユナイテッド戦で同大会初出場を果たしたが、1-2で敗れた。2008年夏には同胞のジョゼ・モウリーニョ監督率いるイタリアのインテル・ミラノへの移籍が噂された。2008年のスーペルタッサ・カンディド・デ・オリベイラではFCポルトと対戦し、ルイス・ゴンサレスのPKをセーブする活躍で2連覇に貢献した。2008-09シーズンも変わらずレギュラーとしてプレーした。2009年8月4日、UEFAチャンピオンズリーグ予選のFCトゥウェンテ戦2ndレグは94分の段階で0-1と劣勢であり、1stレグで0-0と引き分けていたため大会からの敗退が濃厚であったが、試合終了間際のコーナーキックの際にゴール前にするすると上がり、ヘディングシュートを放って劇的な決勝点を演出した。2009-10シーズンは30試合すべてにフル出場し、リーグ3位タイの26失点に抑えたが、得点力不足のチームは4位に終わった。
2018年6月18日、ウルヴァーハンプトン・ワンダラーズFCと4年契約を締結したことが発表された。背番号はGKとしては珍しい11に決定した。
2021年7月13日、1150万ユーロの移籍金でASローマに移籍し、3年契約を締結した。UEFAヨーロッパカンファレンスリーグ決勝のフェイエノールト戦では好守を連発して優勝に貢献した。2023-24シーズン途中にジョゼ・モウリーニョが監督を解任され、ダニエレ・デ・ロッシが新たに監督に就任すると、ミレ・スヴィラルにポジションを奪われた。
2024年8月27日、アタランタBCに加入した。

### 代表
2007年にU-21ポルトガル代表に初招集された。2008年1月29日にはルイス・フェリペ・スコラーリ監督によってポルトガルA代表に初招集され、スイスのチューリッヒで行われたイタリア代表との親善試合 (1-3) に臨んだが、その試合で出場機会は訪れなかった。5月12日にはUEFA EURO 2008に臨む23人のメンバーに選出され、リカルド・ペレイラ、ヌーノに次ぐ第3GKとして大会に参加した。
2010 FIFAワールドカップ・ヨーロッパ予選では、終盤のハンガリー戦とプレーオフのボスニア・ヘルツェゴビナ戦でベンチ入りしたが、キム、ベト、ダニエル・フェルナンデスなど先輩達の前にやはり出場機会はなかった。2010 FIFAワールドカップ本大会に向けた代表候補24人に選ばれたが、最終的に本大会に出場する23人を決定する段階で落選し、6人のバックアップメンバーに回った。2010年11月17日、スペインとの親善試合 (4-0) の後半にA代表デビューを果たし、2010 FIFAワールドカップ優勝国相手に無失点に抑えた。2011年に入ると、W杯で正GKを務めたエドゥアルドに代わってゴールを守る機会が増加。UEFA EURO 2012、2014 FIFAワールドカップに出場し、UEFA EURO 2016ではレギュラーとしてポルトガル代表の初優勝に貢献、2018 FIFAワールドカップでも引き続きレギュラーとしてプレーした。
2022 FIFAワールドカップでは、予選終盤にて若手のディオゴ・コスタにポジションを奪われ、第2GKに降格。本大会は控えとして大会に参加した。

## 代表歴

### 出場大会
- U-20ポルトガル代表
  - 2007年 - 2007 FIFA U-20ワールドカップ（ベスト16）
- ポルトガル代表
  - 2008年 - UEFA EURO 2008（ベスト8）
  - 2012年 - UEFA EURO 2012（3位）
  - 2014年 - 2014 FIFAワールドカップ（グループリーグ敗退）
  - 2016年 - UEFA EURO 2016（優勝）
  - 2018年 - 2018 FIFAワールドカップ（ベスト16）
  - 2018 - 2019年 - UEFAネーションズリーグ2018-19（優勝）

### 試合数
- 国際Aマッチ 107試合 0得点（2010年-）[13]

| ポルトガル代表 | 国際Aマッチ | 国際Aマッチ |
| 年             | 出場        | 得点        |
| -------------- | ----------- | ----------- |
| 2010           | 1           | 0           |
| 2011           | 8           | 0           |
| 2012           | 11          | 0           |
| 2013           | 9           | 0           |
| 2014           | 6           | 0           |
| 2015           | 7           | 0           |
| 2016           | 14          | 0           |
| 2017           | 12          | 0           |
| 2018           | 9           | 0           |
| 2019           | 10          | 0           |
| 2020           | 5           | 0           |
| 2021           | 10          | 0           |
| 2022           | 3           | 0           |
| 2023           | 2           | 0           |
| 2024           |             |             |
| 通算           | 107         | 0           |

## タイトル
スポルティングCP
- タッサ・デ・ポルトガル：3回 (2006-07, 2007-08, 2014-15)
- タッサ・ダ・リーガ： (2017-18)
- スーペルタッサ・カンディド・デ・オリベイラ：3回 (2007, 2008, 2015)

ASローマ
- UEFAヨーロッパカンファレンスリーグ: (2021-22)

ポルトガル代表
- UEFA欧州選手権： (2016)
- UEFAネーションズリーグ： (2018-19)